# Kyselina alfa-eleostearová
Kyselina α-eleostearová (systematický název kyselina (9Z,11E,13E)-oktadeka-9,11,13-trienová) je organická sloučenina patřící mezi konjugované linolenové kyseliny. Je jedním z konfigurační izomerů kyseliny oktadekatrienové. Často se nazývá jednoduše „eleostearová“, přestože existuje také kyselina β-eleostearová (izomer all-trans čili (9E,11E,13E)).
Tvoří přibližně 80 % mastných kyselin obsažených v tungovém (čínském dřevném) oleji a 60 % v oleji semen hořké okurky. Díky svému vysokému stupni nenasycenosti propůjčuje tungovému oleji vlastnosti zasychavého oleje.

## Biochemické vlastnosti

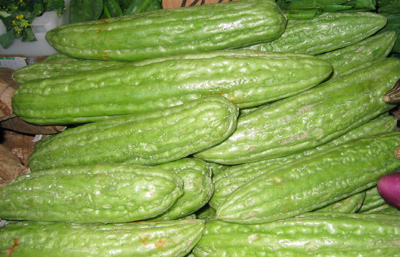
Kyselina α-eleostearová tvoří zhruba 60 % oleje semen hořké okurky

Ve své průkopnické práci o esenciálních mastných kyselinách porovnávali Burr, Burr a Miller nutriční vlastnosti kyseliny α-eleostearové (ELA) s vlastnostmi jejího izomeru, kyseliny α-linolenové (ALA). ALA byla schopna řešit deficit esenciálních mastných kyselin, ELA však nikoliv.
U potkanů se kyselina α eleostearová převádí na konjugovanou kyselinu linolenovou. Dále bylo zjištěno, že vyvolává apoptózu tukových buněk a buněk leukémie HL60 in vitro při koncentraci 20 μM. Při výživě obsahující 0,01 % oleje z hořké okurky (0,006 % kyseliny α-eleostearové) bylo zjištěno, že u potkanů chrání proti karcinogenezi tlustého střeva vyvolávané azoxymethanem.